# Chafariz da Legalidade
O Chafariz da Legalidade ou Chafariz dos Arcos é um chafariz instalado na Praça dos Andradas, em São João del-Rei, Minas Gerais.
Construído no ano de 1834 no Largo do Rocio, hoje Largo Tamandaré. Recebeu a denominação de Chafariz da Legalidade em decorrência da Vila de São João del-Rei ter sido a capital da Província de Minas Gerais de 5 de abril a 22 de maio de 1833, no âmbito da Revolta do Ano da Fumaça, mas o nome popular foi Chafariz dos Arcos.
O Chafariz da Legalidade e todo o aqueduto de tijolo e pedra, foram demolidos em 1895 por deliberação da Câmara Municipal, em sessão de 10 de abril de 1895.
Depois de alguns anos demolido, foi reconstruído, sem o aqueduto, na atual Praça dos Andradas.